# أحمد السعيد سليمان
أحمد السعيد سليمان (15 يناير 1924 - 1991)هو مؤرخ ومترجم مصري، رائد في الدراسات التركية.

## حياته
ولد أحمد السعيد سليمان 15 من شهر يناير سنة 1924 بالمنصورة، حصل علي درجة اليسانس من كلية الآداب قسم اللغة العربية جامعة القاهرة.
- حصل علي دبلوم اللغات الشرقية من معهد اللغات الشرقية بكلية الآداب، جامعة القاهرة، عام 1947.
- حصل علي دكتوراه الدولة في الآداب من باريس ، عام 1956.

## مسيرته
- معيد بكلية الآداب، جامعة القاهرة.
- تدرج في الوظائف بالكلية حتى حصل على أستاذ كرسى اللغات الشرقية.
- أعير للسعودية، عام 1974.

- خبير بلجنة المعجم الكبير في المجمع اللغوى، عام 1960.
- عضو بالمجمع اللغوى ، عام 1979.
- العضو اللغوى في لجان الكيمياء والأحياء والحاسب الإلكترونى.
- مقرر لجنة التاريخ والآثار ولغوياتها.

## مؤلفاته
- تاريخ الترك في وسط آسيا.
- قيام الدولة العثمانية.
- التيارات الدينية والقومية في تركيا المعاصرة.
- تاريخ الدولة العثمانية ومنزلتها بين دول الإسلام.[4]

## جوائز
- جائزة الدولة التقديرية في الآداب من المجلس الأعلى للثقافة سنة 1990.